# Елмер (Нью-Джерсі)
Елмер (англ. Elmer) — місто (англ. borough) в США, в окрузі Салем штату Нью-Джерсі. Населення — 1347 осіб (2020).

## Географія
Елмер розташований за координатами 39°35′32″ пн. ш. 75°10′28″ зх. д. / 39.59222° пн. ш. 75.17444° зх. д. (39.592258, -75.174569).  За даними Бюро перепису населення США в 2010 році місто мало площу 2,27 км², з яких 2,24 км² — суходіл та 0,03 км² — водойми.

## Демографія
Згідно з переписом 2010 року, у селищі мешкало 1395 осіб у 536 домогосподарствах у складі 391 родини. Було 577 помешкань
Расовий склад населення:
| - 94,1 % — білих - 2,2 % — чорних або афроамериканців - 0,8 % — азіатів - 0,6 % — корінних американців - 1,3 % — осіб інших рас |

До двох чи більше рас належало 1,1 %. Частка іспаномовних становила 3,2 % від усіх жителів.
За віковим діапазоном населення розподілялося таким чином: 22,8 % — особи молодші 18 років, 63,2 % — особи у віці 18—64 років, 14,0 % — особи у віці 65 років та старші. Медіана віку мешканця становила 39,1 року. На 100 осіб жіночої статі у селищі припадало 95,7 чоловіків;  на 100 жінок у віці від 18 років та старших — 96,5 чоловіків також старших 18 років.
Середній дохід на одне домашнє господарство  становив 78 833 долари США (медіана — 72 411), а середній дохід на одну сім'ю — 85 679 доларів (медіана — 78 571). Медіана доходів становила 53 542 долари для чоловіків та 32 813 долари для жінок. За межею бідності перебувало 11,7 % осіб, у тому числі 21,0 % дітей у віці до 18 років та 2,1 % осіб у віці 65 років та старших.
Цивільне працевлаштоване населення становило 710 осіб. Основні галузі зайнятості: освіта, охорона здоров'я та соціальна допомога — 20,8 %, науковці, спеціалісти, менеджери — 15,2 %, виробництво — 11,0 %, будівництво — 9,4 %.